# Строительное проектирование
Строительное проектирование (нем. Bauentwurfslehre) — книга архитектора Э. Нойферта, справочник по строительному дизайну. Книга предназначена в первую очередь для архитекторов-проектировщиков и студентов архитектурных и строительных ВУЗов.
Первое издание книги вышло в 1936 году. С тех пор вышло 39 немецких изданий, книга переведена на 17 языков До 1986 года (до самой смерти) редактором книги был Эрнст Нойферт. Затем редактором стал его сын, Петер Нойферт. 

## Влияние
Аргентинский художник Гильермо Куица работал над рационализацией архитектуры в рамках своего произведения «Neufert Suite» в 1998 году.